# Disney's Magical Mirror starring Mickey Mouse
Disney's Magical Mirror starring Mickey Mouse (ディズニーのミッキーマウスの不思議な鏡, Mickey Mouse no Fushigi na Kagami),, est un jeu vidéo d'aventure sorti en 2002 sur GameCube.

## Histoire
Il fait nuit et Mickey Mouse dort paisiblement, alors que le miroir de sa chambre scintille de façon étrange. Un petit fantôme en sort et propose à Mickey de le rejoindre de l'autre côté de la vitre. Très vite et sans quitter son sommeil, celui-ci s'extirpe de son corps, remarque qu'il dort toujours et comprend qu'il ne s'agit que d'un rêve conçu par son inconscient. Il suit donc le Fantôme, car c'est son nom, à travers la paroi de verre.
Mickey fait alors une longue chute et découvre un manoir imaginaire servant de demeure au Fantôme. Celui-ci décide de jouer un mauvais tour à Mickey et révèle ainsi sa vraie nature : il est présent pour transformer son rêve en cauchemar. Il s'ensuit un chassé-croisé qui provoque la destruction d'un autre miroir magique, plus large, permettant à Mickey de rentrer chez lui.
À la suite de cela, les morceaux de la vitre se dispersent dans tout le château et Mickey doit les récupérer un à un dans le but de retourner dans sa chambre. De plus, le Fantôme est bien décidé à l'empêcher de s'en aller pour pouvoir se moquer de lui tout le temps qu'il le désire.

## Système de jeu

### Généralités
Disney's Magical Mirror starring Mickey Mouse est un jeu d'aventure utilisant le principe du pointer-et-cliquer. L'écran de jeu se divise en trois parties : le haut, le bas et le reste de l'écran. Le haut de l'écran représente un nombre d'étoiles nécessaires à l'exécution de certaines actions.

### Compatibilité avec la Game Boy Advance
À l'aide d'un câble Nintendo GameCube relié à une Game Boy Advance, le joueur peut agrémenter le jeu de quelques nouveautés supplémentaires en insérant dans cette même Game Boy Advance la cartouche du jeu Magical Quest starring Mickey and Minnie sorti en 2003.

## Accueil

### Critiques
Disney's Magical Mirror starring Mickey Mouse reçoit un accueil critique très mitigé, voire mauvais. Les sites GameRankings et Metacritic, qui effectuent des moyennes de notes attribuées par la presse spécialisée, lui attribuent respectivement les notes de 48,26 % et de 50 %.

### Ventes
Disney's Magical Mirror starring Mickey Mouse est très mal accueilli par le public, avec seulement 5,700 unités vendues lors de sa première semaine d'exploitation au Japon.

### Manuel d'utilisation
1. ↑  Disney's Magical Mirror starring Mickey Mouse : Mode d'emploi, Nintendo, 2002, p. 7
2. ↑  Disney's Magical Mirror starring Mickey Mouse : Mode d'emploi, Nintendo, 2002, p. 15